# Irmãs Adoradoras do Sangue de Cristo

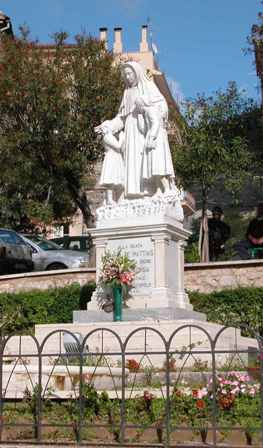
Monumento a Santa Maria De Mattias, fundadora da congregação, em Vallecorsa.

As Irmãs Adoradoras do Sangue de Cristo (em latim Sorores Adoratrices Pretiossimi Sanguinis) são um instituto religioso feminino de direito pontifício: os membros desta congregação acrescentam ao seu nome a sigla A.S.C..

## História
A congregação foi fundada em 4 de março de 1834 em Acuto (Frosinone) pela religiosa italiana Maria De Mattias (1805 - 1866): De Mattias foi inspirada no fundador dos Missionários do Preciosíssimo Sangue, o sacerdote Gaspare del Bufalo (1786 - 1836).
O instituto recebeu o decreto pontifício de louvor em 30 de maio de 1855 e foi aprovado definitivamente pela Santa Sé em 4 de janeiro de 1878.
A fundadora foi canonizada pelo Papa João Paulo II em 18 de maio de 2003.

## Atividades e difusão
As Adoradoras do Sangue de Cristo dedicam-se ao apostolado missionário realizando obra de evangelização e promoção humana. A espiritualidade do instituto está centrada no culto ao sangue de Jesus, considerado fonte de paz e de reconciliação: por isso as freiras consideram o compromisso com a reconciliação, a não violência, a solidariedade e o respeito pela vida como prioridades.
Estão presentes na Europa (Albânia, Áustria, Bélgica, Bósnia e Herzegovina, Croácia, Alemanha, Itália, Liechtenstein, Polónia, Rússia, Sérvia, Espanha, Suíça, Ucrânia), nas Américas (Argentina, Bolívia, Brasil, Colômbia, Guatemala, Estados Unidos da América), na Ásia (Coréia do Sul, Filipinas, Índia), na África (Guiné-Bissau, Tanzânia) e na Austrália: a sede geral está em Roma.
Em 31 de dezembro de 2005, a congregação contava com 1.751 religiosas em 330 casas.

## Conexões externas
- «O site oficial das Irmãs Adoradoras do Sangue de Cristo»
- «O site da região italiana da congregação». Consultado em 2 de agosto de 2019. Arquivado do original em 4 de março de 2016